# Фирулин, Валентин Константинович
Валентин Константинович Фирулин (21.10.1919 — 19.10.1979) — конструктор гранатомётных комплексов РПГ-7 и СПГ-9, лауреат Ленинской премии (1964).

## Биография
Родился 21 октября 1919 года в Ярославле.
Окончил Ивановский химико-технологический институт по специальности «Технология порохов» (1942). Работал на заводах в Смоленске и Люберцах мастером, старшим инженером.
С 1947 года в КБ-3 (филиал НИИ-1, будущее АО «КНИИМ», Красноармейский научно-исследовательский институт механизации): конструктор, ведущий конструктор, начальник отдела реактивного вооружения.
В 1958 году перешёл в ГСКБ-47 (ГНПП «Базальт») заместителем начальника отдела, в феврале 1959 г. переведён на должность ведущего конструктора по разработке ручного гранатомета РПГ-7 с выстрелом ПГ-7В (принят на вооружение в 1961 году).
Разработал и реализовал конструктивную схему активно-реактивного выстрела, позволившую значительно увеличить дальность стрельбы и вывести советские гранатометы на первое место в мире по этому показателю.
В 1963 году в МВТУ им. Баумана защитил кандидатскую диссертацию по исследованию работы реактивных боеприпасов.
В 1969 году вернулся в КНИИМ, работал начальником лаборатории по технологии снаряжения кумулятивных боеприпасов.
Умер 19 октября 1979 года, не дожив два дня до 60-летия.
Ленинская премия 1964 года — за разработку ручного гранатомета РПГ-7 с выстрелом ПГ-7В.

## Память
25 декабря 2019 года к столетию со дня рождения Фирулина,  на фасаде дома N7 по ул. Горького в г. Красноармейске Московской области, где В. К. Фирулин проживал последние 20 лет, была установлена мемориальная доска.